# Brachysema
Brachysema é um género botânico pertencente à família Fabaceae.